# 阿兰娜·史密斯 (网球运动员)
阿兰娜·史密斯（Alana Smith，1999年11月9日—），美国女子网球运动员。截至2025年4月，史密斯在ITF女子世界网球巡回赛有13个双打冠军。她首次亮相WTA巡回赛正是是在2017年华盛顿网球公开赛双打比赛，她与斯凯拉·莫顿搭档。